# Percibal Blades
Percibal Eduardo Blades Brooks (Panama, 1º aprile 1943) è un ex cestista panamense.

## Carriera
Con Panama ha disputato i Giochi panamericani di Winnipeg 1967, i Giochi olimpici di Città del Messico 1968 e i Campionati mondiali del 1970.